# Natężenie pola elektrycznego

Schematyczny obraz natężenia pola elektrycznego wokół ujemnego ładunku punktowego

Ilustracja natężenia pola elektrycznego otaczającego dwa przeciwne ładunki punktowe (czerwony – dodatni, zielony – ujemny). Długość strzałek jest miarą natężenia pola w wybranych punktach.

Natężenie pola elektrycznego – wektorowa wielkość fizyczna charakteryzująca pole elektryczne.
Natężenie pola elektrycznego jest równe sile działającej na jednostkowy dodatni ładunek próbny, co matematycznie wyraża się jako stosunek siły {\displaystyle {\vec {F}},} z jaką pole elektryczne działa na ładunek elektryczny, do wartości {\displaystyle q} tego ładunku
{\displaystyle {\vec {E}}={\frac {\vec {F}}{q}}.}
Ładunek próbny oznacza ładunek na tyle mały, że nie wpływa on znacząco na rozkład ładunków w badanym obszarze i tym samym nie zmienia pola elektrycznego w badanym punkcie.
Jednostką natężenia pola elektrycznego jest niuton na kulomb
{\displaystyle \left[{\vec {E}}\right]=\mathrm {\frac {N}{C}} ,}
co jest równoważne woltowi na metr
{\displaystyle \left[{\vec {E}}\right]=\mathrm {\frac {V}{m}} .}
Natężenie pola elektrycznego obrazuje się stosując techniki używane do obrazowania pól wektorowych, rysując linie sił pola (linie styczne do wektora siły działającej na ładunek dodatni), których gęstość odzwierciedla lokalne natężenie pola.